# صلاح شحرور
صلاح شحرور (عربی: صلاح شحرور؛ زادهٔ ۱ فوریهٔ ۱۹۸۸) بازیکن فوتبال اهل سوریه است.
از باشگاه‌هایی که در آن بازی کرده‌است می‌توان به باشگاه ورزشی الشحانیه، باشگاه فوتبال الاتحاد (سوریه)، باشگاه ورزشی الشرطه (سوریه)، و باشگاه ورزشی حطین اشاره کرد.
وی همچنین در تیم‌های ملی فوتبال زیر ۲۳ سال سوریه و سوریه بازی کرده‌است.